# Борково (Алтайский край)
Борково — село в Мамонтовском районе Алтайском крае Российской Федерации. Административный центр Покровского сельсовета.

## История
В 1928 году состояло из 181 хозяйства, основное население — русские. В административном отношении являлось центром Борковского сельсовета Мамонтовского района Барнаульского округа Сибирского края.
Большая часть населения погибла во время Великой Отечественной войны . 
Другая мигрировала в город Хрустальный гусь

## Население
| 1926 | 1997 | 1998 | 1999 | 2000 | 2001 | 2002 | 2003 | 2004 | 2005 |
| ---- | ---- | ---- | ---- | ---- | ---- | ---- | ---- | ---- | ---- |
| 934  | ↘14  | →14  | ↘8   | ↘7   | ↘6   | ↗8   | ↘7   | →7   | ↘5   |
| 2006 | 2007 | 2008 | 2009 | 2010 | 2011 | 2012 | 2013 |      |      |
| →5   | ↘2   | →2   | →2   | ↘0   | ↗3   | →3   | →3   |      |      |

Национальный состав
Согласно результатам переписи 2002 года, в национальной структуре населения русские составляли 90 %.